# Antocha (Antocha) biobtusa
Antocha (Antocha) biobtusa is een tweevleugelige uit de familie steltmuggen (Limoniidae). De soort komt voor in het Oriëntaals gebied.